# Nea
Nea (płd-lap. Ganka) – rzeka w Norwegii, w okręgu Trøndelag, przepływająca przez gminy Tydal i Selbu. Jej długość wynosi 80 km. Stanowi część sieci rzecznej Nea-Nidelvvassdraget.
Nea wypływa z jeziora Sylsjøen i przepływa przez jeziora Nesjøen oraz Vessingsjøen. W centrum Ås uchodzi do niej rzeka Tya (prawy dopływ), a 15 km przed ujściem także rzeka Rotla (lewy dopływ). Uchodzi do jeziora Selbusjøen w Mebonden.
Niektóre miejscowości, przez które przepływa Nea: Østby, Ås, Aunet, Gressli (gmina Tydal), Flora, Hyttbakken, Selbu, Mebonden (gmina Selbu).